# 維道古律斯站 (菲律賓國家鐵路)
維道古律斯站是菲律賓國家鐵路南線（Southrail）的一個車站，位於馬尼拉，建立於1975年11月24日。

## 附近的地標
維道古律斯站附近有許多教育機構，如阿雷拉諾大學主校區、德拉薩大學、德拉薩爾-聖百尼德學院和聖思嘉學院。遠離火車站的還有馬尼拉南公墓。